# Bott (Unternehmen)
Die Bott GmbH & Co. KG ist eine Firmengruppe, die an drei europäischen Standorten Fahrzeugeinrichtungen, Betriebseinrichtungen und Arbeitsplatzsysteme für den weltweiten Markt entwickelt und produziert. Hauptsitz der Gruppe ist Gaildorf im Landkreis Schwäbisch Hall (Baden-Württemberg).

## Geschichte
1930 gründete Wilhelm Bott in einer Mühle bei Gaildorf/Großaltdorf eine mechanische Werkstätte. Das Unternehmen fertigte Dreh- und Präzisionsteile für die Automobilindustrie. Kunden waren unter anderem NSU, Magirus, Mercedes-Benz und die Auto-Union. 1940 beschäftigte der Betrieb 70 Mitarbeiter. Bott wurde ab 1941 in die Kriegswirtschaft eingebunden. Zeitweise wurden auch Zwangsarbeiter beschäftigt. Von Kriegsschäden blieb das Unternehmen verschont.
Zur Betriebsstätte gehört landwirtschaftlicher Besitz. Dieser wurde während und nach dem Zweiten Weltkrieg bewirtschaftet und sicherte das Überleben der Familie und der Mitarbeiter. In der unmittelbaren Nachkriegszeit fertigte Bott zunächst aus Flugzeugschrott des nahegelegenen US-Militärflughafens Dinge für den alltäglichen Gebrauch wie beispielsweise Spätzle- und Kartoffelpressen, Seiher, Kochtöpfe und Schöpflöffel, aber auch Beschläge für Kuh- und Pferdegeschirr oder Ersatzteile für Kartoffelkäferspritzen. Auch Zementziegel und Gasbetonsteine für den Wiederaufbau wurden gebrannt. Nach und nach wurden die alten Geschäftsverbindungen mit Genehmigung der Besatzungsbehörden wieder hergestellt.
Nach der Währungsreform 1948 nutzte Wilhelm Bott den wirtschaftlichen Aufschwung, um die Geschäftstätigkeiten auszuweiten und sich in neuen Geschäftsfeldern zu engagieren. Schwerpunkt war zunächst die Herstellung von Spinnringen und schmiertechnischen Geräten. Schon bald spezialisierte sich der Betrieb auf Präzisionsteile aus Metall und Baugruppen mit eigenem Werkzeugbau. Parallel dazu wurde eine Härterei mit großer Lackierstraße für die Wärme- und Oberflächenbehandlung aufgebaut.

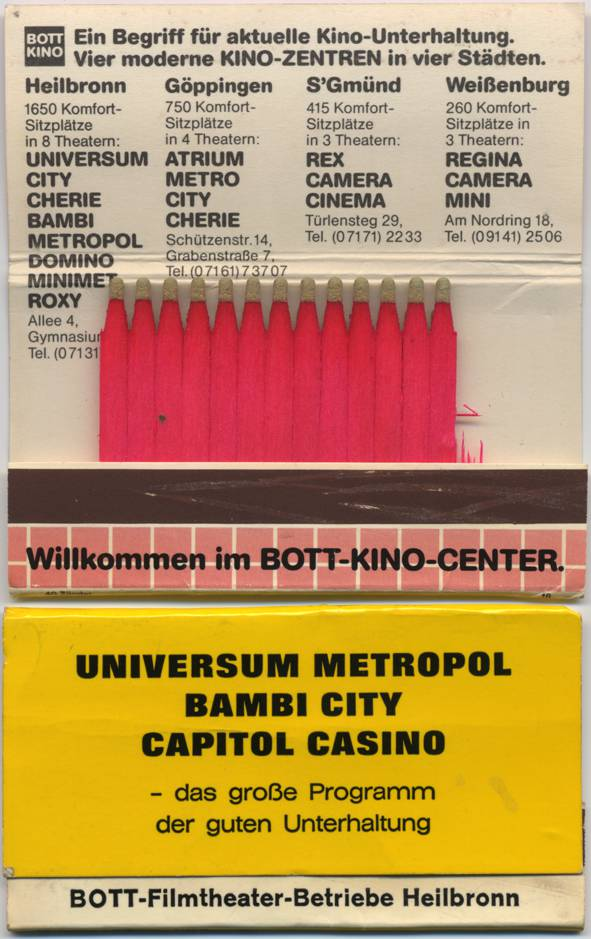
Werbestreichhölzer für die Bott-Kinos

Als Ziegellieferant für die in Bau befindlichen, aber insolventen Metropol-Kinos in Heilbronn beteiligte sich Wilhelm Bott an der Versteigerung der Kinos und erhielt den Zuschlag, Die Kinos baute er zu florierenden Filmtheatern mit Niederlassungen in anderen Städten und Gemeinden in der Region mit zuletzt 18 Kinos aus. Die Erlöse aus den Kinos sicherten bis 1989 die Liquidität des Unternehmens. Bott konnte in Erweiterungen und den Ausbau der Produktion investieren.
1965 starb Wilhelm Bott überraschend. Schwiegersohn Klaus F. Klingler übernahm die Geschäftsführung. 1967 wurde Gerhard Schick zweiter Geschäftsführer und kaufmännischer Leiter. Das Unternehmen fokussierte sich ab 1969 auf die von Wilhelm Bott begonnenen Betriebs- und ab 1981 auch auf Fahrzeugeinrichtungen. 1976 wurde die erste Auslandsniederlassung in Paris gegründet. Bis 1998 richtete sich Bott völlig neu aus. Die Filmtheater, die Präzisionsteilefertigung und die Härterei wurden aufgegeben, unrentable Geschäftsbereiche aufgelöst.
Die Kinos wurden später auch zur Keimzelle für das von Gerhard Schick mitgegründete Unternehmen Bechtle GmbH, später Bechtle AG. Auf der Suche nach einem Werkzeugverwaltungsprogramm für Bott und einem Warenwirtschaftssystem zur Verwaltung des Süßigkeitenverkaufs für die Filmtheater stieß Schick 1983 auf den Maschinenbaustudenten Ralf Klenk vom Technischen Beratungsdienst der Fachhochschule Heilbronn (heute Hochschule Heilbronn). Nach erfolgreicher Einführung der Programme, wurde die Bechtle GmbH von Gerhard Schick und Ralf Klenk gegründet, benannt nach einem Mitarbeiter der Kinobetriebe. Der damalige Geschäftsführer tauschte nach dem Ausscheiden aus dem Unternehmen seine Gesellschafteranteile an zwei Tochtergesellschaften von Bott gegen die 100-Prozent-Beteiligung von Bott an Bechtle. Das Rechnungswesen der Bechtle AG hat noch heute seinen Sitz in Gaildorf. Bechtle entwickelte sich nach dem erfolgreichen Börsengang zu einem Unternehmen mit Milliardenumsatz.
1980 beteiligte sich Bott am Unternehmen Lockpanel Ltd. in Bude (Großbritannien), das Lochwandsysteme, Werkbänke und Lagerschränke produzierte. Lockpanel wurde anschließend von Bott übernommen und firmiert heute als Bott Ltd. 1984 gelang mit der Gründung einer italienischen Vertriebsgesellschaft in Bozen der Einstieg in den südeuropäischen Markt. Ein Jahr später wurde am Standort Gaildorf eine zweite Produktionsstätte eingeweiht, die dritte folgte im Jahr 2000.
Mit dem Zukauf eines Werkes für Produktion und Montage in Tarazsadány in Ungarn weitete Bott 1996 seine Geschäftstätigkeit in Richtung Mittel- und Osteuropa aus. Wegen der guten Marktlage in Großbritannien errichtete das Unternehmen 1999 in Bude eine zweite Fertigungsstätte sowie ein Einbaucenter für Fahrzeugeinrichtungen in Ashby de la Zouch, die 2001 bzw. 2002 erweitert wurden. 2003 gründete Bott in Falkirk eine Niederlassung in Schottland, die 2005 in erweiterte Räume nach Cumbernauld umzog.
2007 baute Bott am Stammsitz Gaildorf ein Einbaucenter für Fahrzeugeinrichtungen auf. 2008 entstand am britischen Stammsitz in Bude ein neues Bürogebäude. Das Einbaucenter in Ashby la Zouch wurde bis 2016 kontinuierlich erweitert. 2013 wurde am Stammsitz in Gaildorf ein Schulungscenter eingeweiht.
Klaus F. Klingler führte die Geschäfte des Unternehmens bis 2003. Sein Nachfolger wurde Klaus Wüst. In schwieriger wirtschaftlicher Situation übernahmen im Januar 2005 Clive R. Woodward, Leiter der englischen Bott-Niederlassung, und Reinhard Wollermann-Windgasse die Geschäftsleitung der Unternehmensgruppe. 2019 erzielte die Unternehmensgruppe mit rund 144 Millionen Euro den bis dahin höchsten Umsatz in der Firmengeschichte.
Anfang 2021 hat Bott die Firma Elabo übernommen. Elabo beschäftigt am Standort Crailsheim rund 185 Mitarbeiter. Heute beliefert Bott Kunden in 30 Ländern der Erde.

## Kennzahlen
Die Bott Unternehmensgruppe beschäftigt weltweit rund 1.100 Mitarbeiter und erzielte 2020 einen Umsatz von rund 134 Millionen Euro. Etwa zwei Drittel des Umsatzes werden im Ausland erwirtschaftet. Die Gruppe produziert am Stammsitz in Gaildorf, seit 1980 in Bude in Großbritannien und seit 1996 in Tarnazsadány in Ungarn. Zur Gruppe gehören neben den drei Produktionsstätten zehn weitere Niederlassungen und Vertriebsgesellschaften. Darüber hinaus unterhält Bott Vertriebsstützpunkte in Glinde bei Hamburg (2013), Leverkusen (2016), Wilnsdorf bei Siegen (2016), Hannover (2018), München (2018), Fredericia in Dänemark (2014), Wiener Neudorf in Österreich (2017), Cumbernauld in Schottland (2003), Bozen in Italien (1984) und Paris in Frankreich (1980) sowie ein Einbau-Center in Ashby de la Zouch in England (1999). Das Unternehmen hat Lizenzpartner und Kooperationen sowie rund 130 Vertriebspartner auf drei Kontinenten. Das Portfolio der Unternehmensgruppe umfasst sechs Produktmarken mit rund 15.000 Artikeln.

## Unternehmensstruktur
Bis 2004 war Bott ein rein inhabergeführtes Familienunternehmen. Die Gesellschafteranteile gingen nach dem Tod von Wilhelm Bott auf die Töchter über. Bott ist heute nach wie vor überwiegend im Besitz der Familienmitglieder des Gründers. 2009 konnte Reinhard Wollermann-Windgasse Anteile am Unternehmen erwerben und ist seitdem Gesellschafter.

## Produkte
Bott produziert Fahrzeug- und Betriebseinrichtungen, Werkzeugwände und Halterungen sowie Montagearbeitsplätze. Die Fahrzeugeinrichtungen bestehen aus Regalen und Schränken mit herausnehmbaren Elementen, zum Beispiel Sichtlagerkästen, Servicekoffer und Trageboxen. Die Ladung wird durch Elemente an den tragenden Bauteilen der Einrichtung und an zusätzlichen Zurrschienen gesichert. Die Einrichtung ist modular aufgebaut.
Bott produziert und vertreibt modular kombinierbare Werkbänke, Systemschränke, Schubladenschränke und Lagerschränke aus Stahl für Industrie und Handwerk. Ergänzend dazu fertigt Bott Zubehörteile wie Loch- und Schlitzplatten sowie die dazu passenden Werkzeughalter, zum Beispiel Haken und Ablagen aus Stahl. Die Platten werden als freistehende, mobile oder an einer Wand befestigte Elemente eingesetzt. Sie können sowohl in Fahrzeugeinrichtungen, Betriebseinrichtungen als auch bei Montagearbeitsplätzen verwendet werden.
Bott richtet für die Industrie einzelne Montagearbeitsplätze oder ganze Fertigungslinien ein, die über Rollenbahnen miteinander verbunden sind. Bott liefert auch Systemschränke in ESD-Ausführung, entsprechende Transportwagen oder Transportlinien zwischen den Arbeitsplätzen.

## Sponsoring
Die am 19. Dezember 1986 von Johanna Bott gegründete Johanna-und-Wilhelm-Bott-Stiftung fördert herausragende Leistungen in den Abschlussklassen der Realschule und des Gymnasiums in Gaildorf, den Jugendaustausch mit dem Ausland, wissenschaftliche Forschungsvorhaben, die Heimatgeschichte und sponsert Vereine, die gemeinnützige, mildtätige oder kirchliche Zwecke verfolgen. Darüber hinaus fördert sie kulturelle, kirchliche, sportliche und schulische Projekte im Rahmen der Stiftungsidee. So ist die Stiftung Hauptsponsor des jährlichen Jugend-Eurocups, einem internationalen U17-Jugendfußball-Hallenturnier, bei dem in jungen Jahren beispielsweise die aktuellen Fußballweltmeister Philipp Lahm, Thomas Müller, Mats Hummels, Sami Khedira, Bastian Schweinsteiger oder Shkodran Mustafi auftraten. Bott sponsert Teams im Motorsport. Die britische Tochtergesellschaft ist ebenfalls im Sponsoring aktiv. Bott Ltd. fördert zum Beispiel die körperlich behinderte Dressurreiterin Emily Skerrett und das Projekt Bloodhound SSC.